# Once Upon a Zipper
Pour plus de détails, voir Fiche technique et Distribution.
Once Upon a Zipper est un court-métrage américain écrit et réalisé par Christie Conochalla, sorti en 2014.

## Synopsis
Rachel (Kate Miller) ne peut s'empêcher d'être attirée par Paulie (Jillian Leigh), la femme qui l'aide à essayer des robes de mariée.

## Fiche technique
- Titre : Once Upon a Zipper / The Wedding Party
- Réalisation : Christie Conochalla
- Scénario :  Christie Conochalla
- Production : Carpe Vinum Productions
- Musique :
- Pays d'origine :  États-Unis
- Langue d'origine : anglais américain
- Genre : Comédie dramatique, romance saphique
- Lieux de tournage : États-Unis
- Durée : 26 minutes
- Date de sortie : 
  - États-Unis 2014

## Distribution
- Kate Miller : Rachel Bennett
- Jillian Leigh : Paulie Bishop
- Holly Hawkins : Nancy Bennett
- Stephanie Koenig : Edie Bennett
- Jay Alan Christianson : Eli Bennett
- Peter Marr : Randy Rivers
- Ashley Watkins : Frankie
- Aida Lembo : Joy
- JoAnna Senatore : la professeure effrayante
- Ashley Alvarado : l'invitée à la fête
- Tiffany Berube : l'invitée à la fête
- Erin Coleman : l'invitée à la fête
- Dan Kempen : l'invité à la fête
- Terry Lendley : l'invité à la fête
- Carmen Riquelme : l'invitée à la fête